# Bal Harbour
Bal Harbour – wieś w Stanach Zjednoczonych, w stanie Floryda, w hrabstwie Miami-Dade, nad Oceanem Atlantyckim.